# Telukagung
Telukagung is een bestuurslaag in het regentschap Indramayu van de provincie West-Java, Indonesië. Telukagung telt 4988 inwoners (volkstelling 2010).